# Metopoceras khalildja
Metopoceras khalildja är en fjärilsart som beskrevs av Charles Oberthür 1884. Metopoceras khalildja ingår i släktet Metopoceras och familjen nattflyn. Inga underarter finns listade i Catalogue of Life.